# Mechern
Mechern est un ortsteil de Merzig en Sarre.

## Géographie

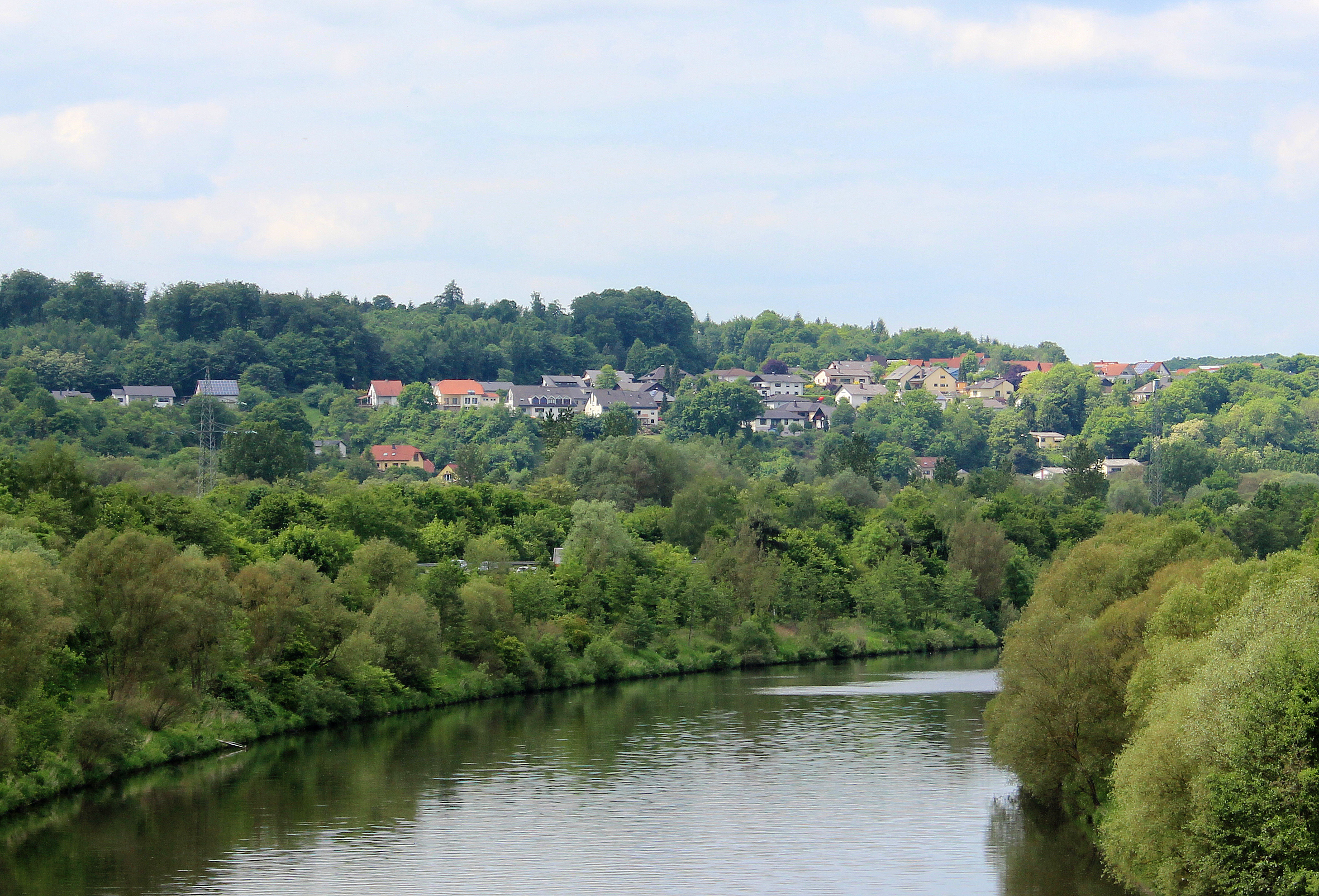

## Histoire
Ancienne commune indépendante avant le 1er janvier 1974.

## Lieux et monuments

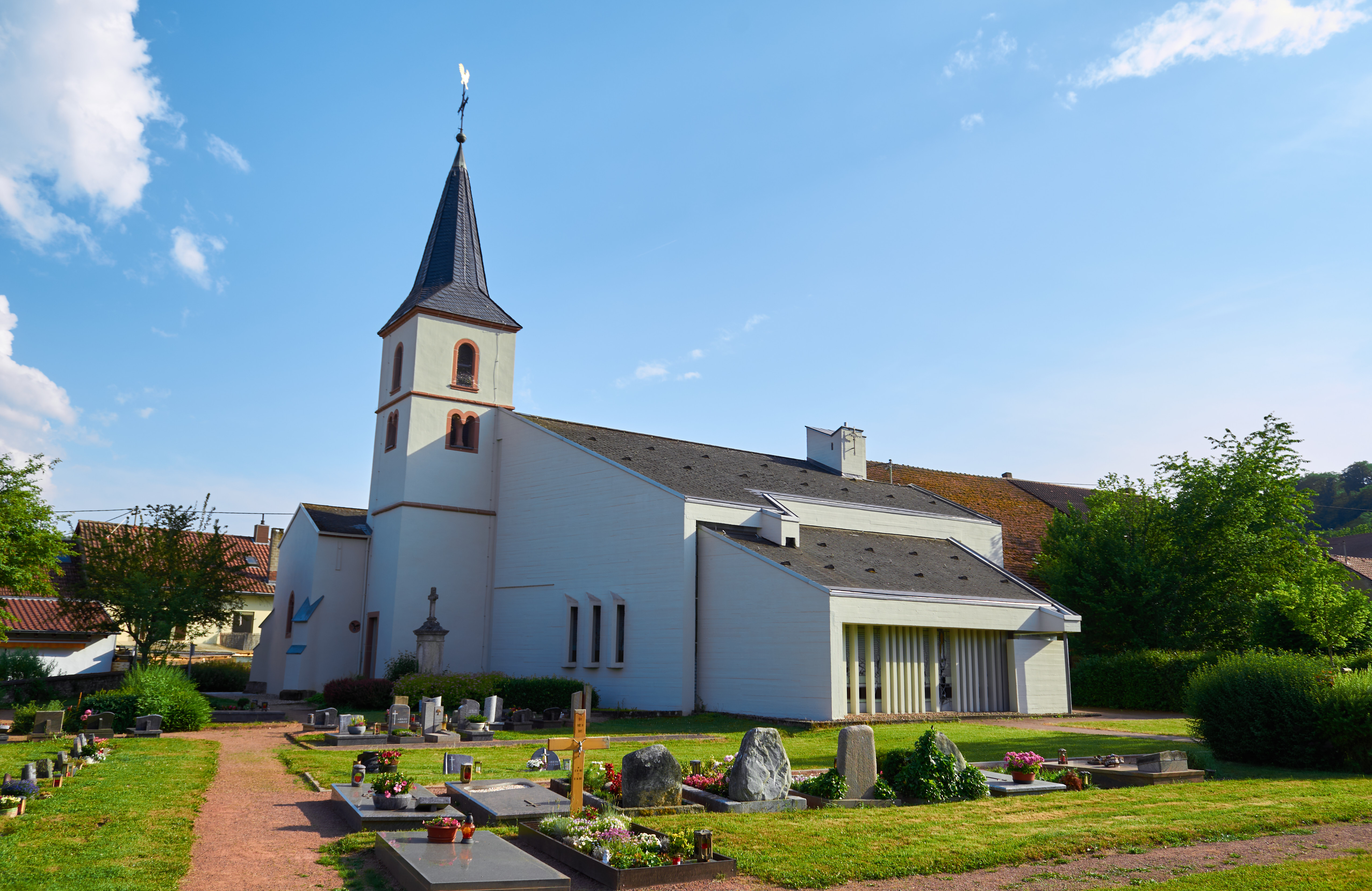
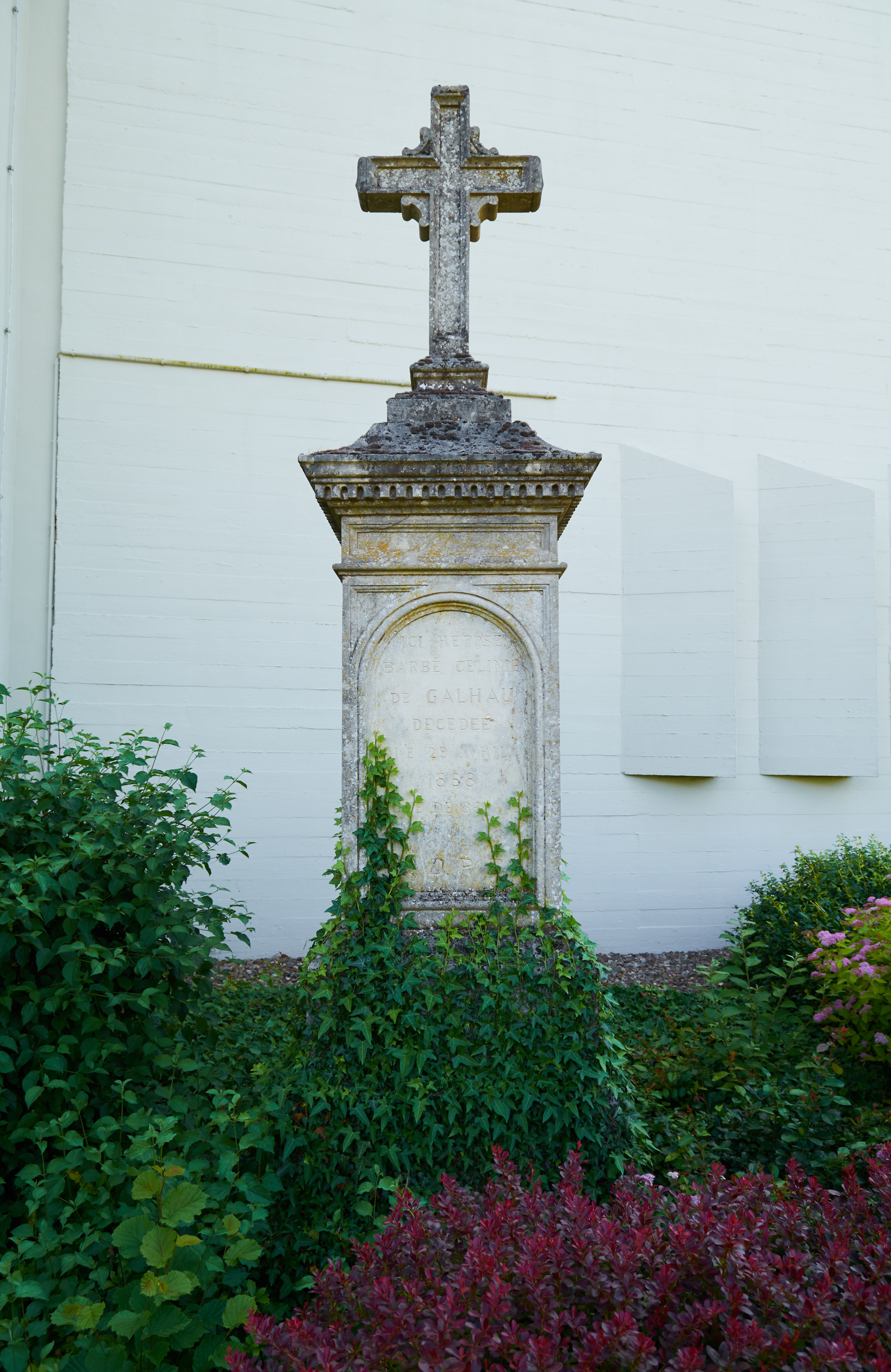
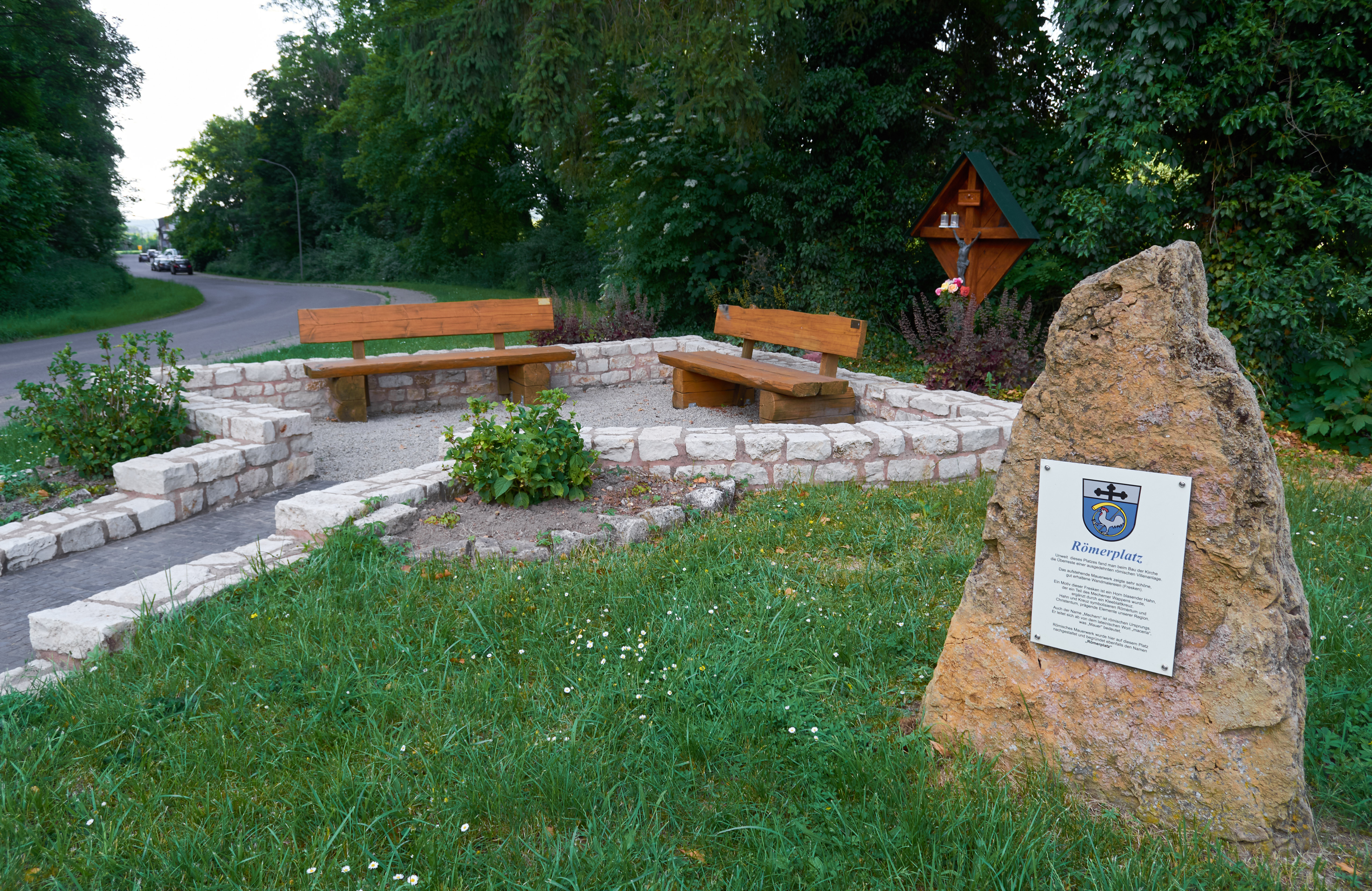
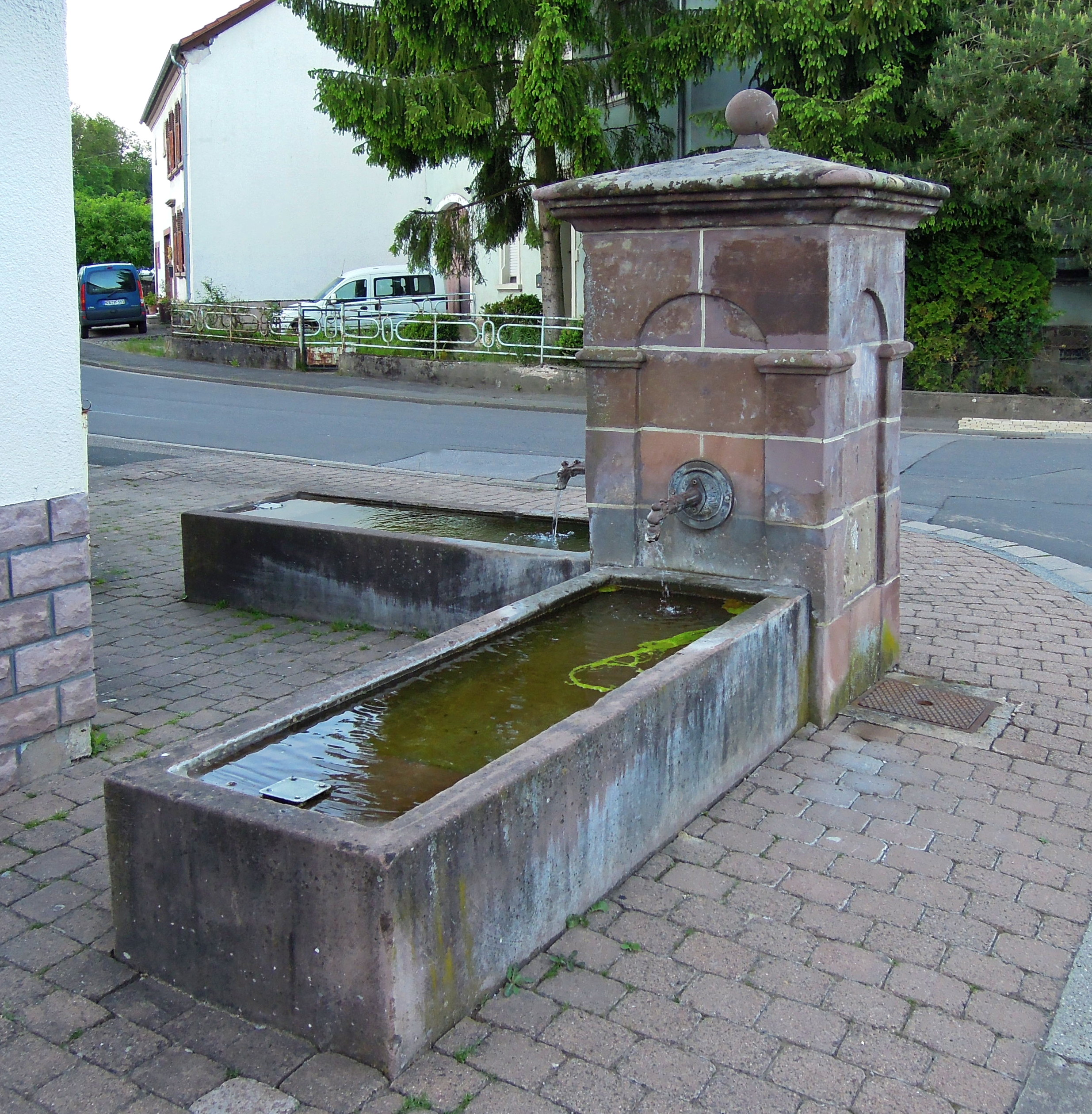
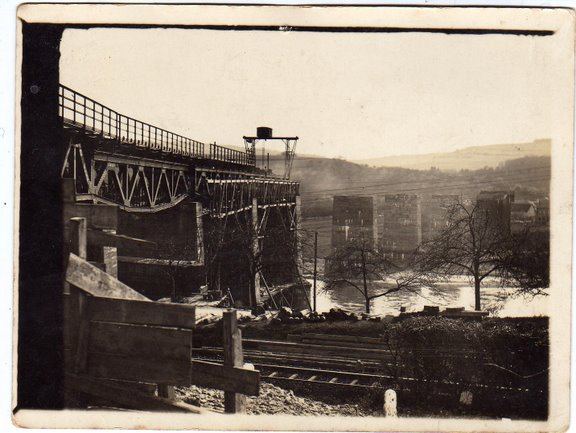